# Aristothereva eversmanni
Aristothereva eversmanni är en tvåvingeart som beskrevs av Zaitvez 1971. Aristothereva eversmanni ingår i släktet Aristothereva och familjen stilettflugor. Inga underarter finns listade.